# Max Gehrmann
Max Gehrmann (* 17. Mai 1995 in Zwickau) ist ein deutscher Fußballspieler.

## Karriere
Gehrmann startete seine Karriere beim FSV Zwickau, bevor er 2009 zum FC Erzgebirge Aue ging. Er gab sein Debüt in der 2. Fußball-Bundesliga am 1. Dezember 2012 beim Spiel gegen den SV Sandhausen, als er in der zweiten Halbzeit von seinem Trainer Karsten Baumann für Nicolas Höfler eingewechselt wurde. Nach seinem Profidebüt wurde er nicht mehr in der ersten Mannschaft berücksichtigt und kam in der Saison 2013/2014 zu sieben Spielen in der Fußball-Oberliga Nordost für die Reserve der Auer. Am 3. Juni 2014 verkündete er seinen Weggang aus Aue und kehrte zu seinem Heimatverein FSV Zwickau zurück. 2016 wechselte Gehrmann zur BSG Wismut Gera. Zur Saison 2017/18 wechselte Gehrmann zum FSV Budissa Bautzen in die Regionalliga Nordost. Zur Saison 2018/19 wechselte Gehrmann zum FC Einheit Rudolstadt in die Oberliga Nordost.